# Helictita

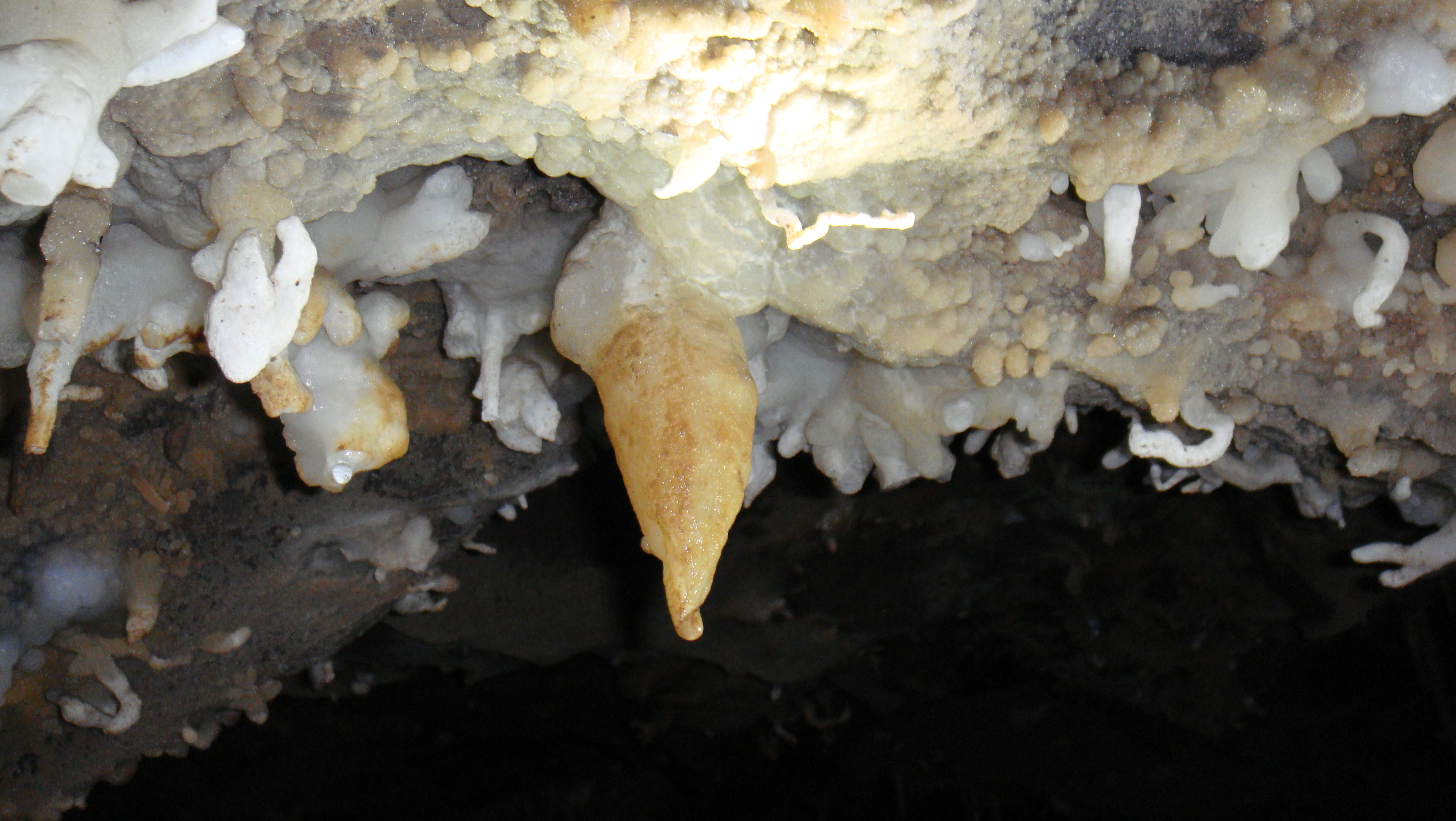
Helictites, amb macarrons i estalactites, a la cova Vallina, Astúries

Una helictita és un tipus d'espeleotema que es forma als sostres de les coves amb un creixement erràtic i, aparentment, a l'atzar. És el resultat del predomini de les forces de creixement dels cristalls sobre les forces hidràuliques que actuen verticalment a favor de la gravetat. Necessiten per al seu creixement un canal central que aporti l'aigua necessària. Creixen en totes direccions i en la seva formació participen diferents factors: girs dels eixos de cristal·lització, aparició de porus laterals, concentració d'impureses, corrents d'aire... i la capil·laritat és la responsable de la transmissió de l'aigua. Com altres espeleotemes erràtics, la seva generació requereix que el flux d'aigua sigui prou escàs per a impedir la formació de gotes. El mot helictita prové del mot grec ἕλιξ, -ικος, que significa 'espiral'.